# Mujeres en la ciencia

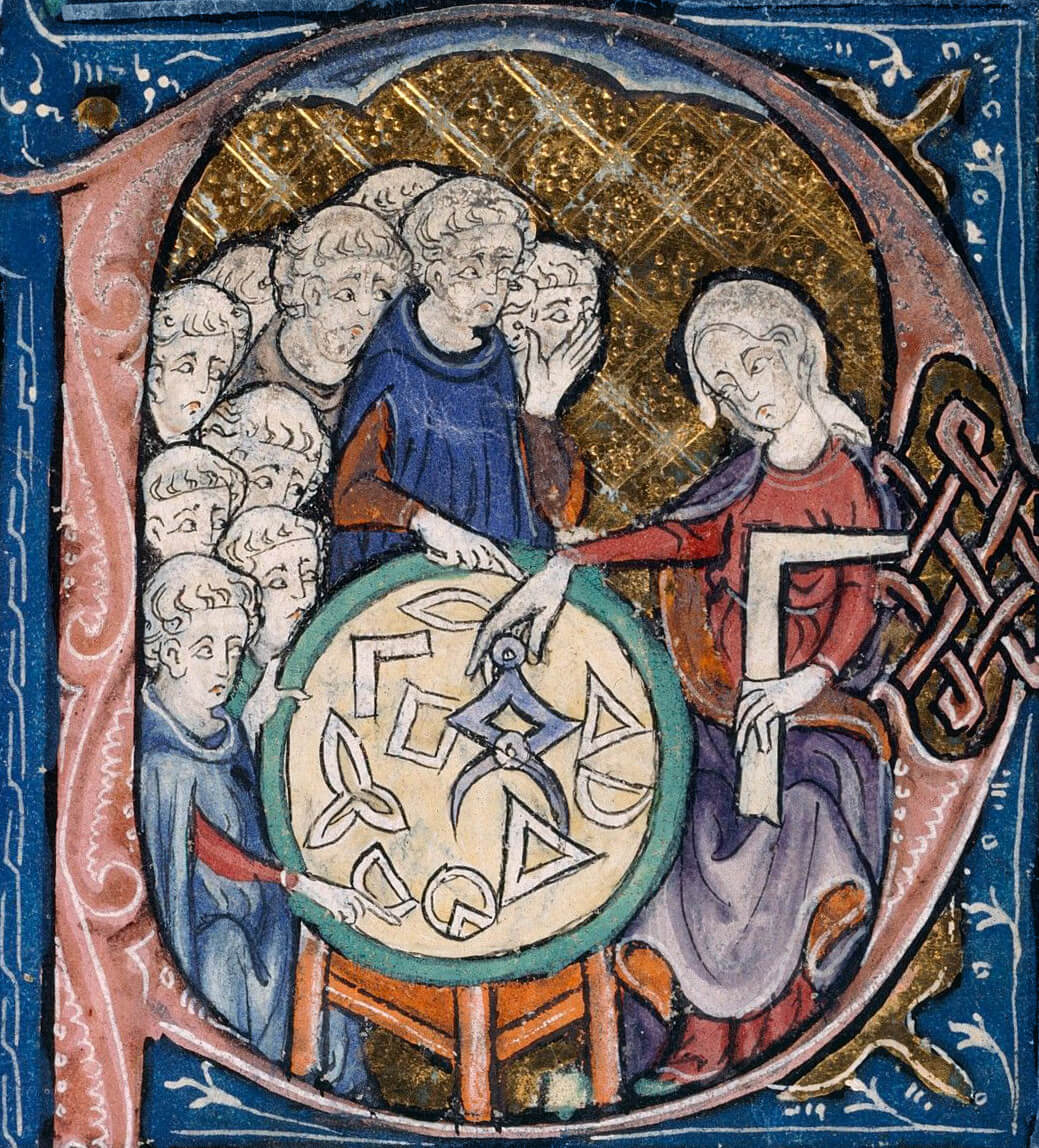
Mujer enseñando geometría. Ilustración en la letra capital de una traducción medieval de los principios de Euclides, (c. 1310).

Las mujeres han contribuido notablemente a la ciencia desde sus inicios. El estudio histórico, crítico y sociológico de este hecho se ha convertido en una disciplina académica en sí misma.
En varias antiguas civilizaciones occidentales hubo mujeres dedicadas a la medicina, y el estudio de la filosofía natural estaba abierto a las mujeres en la Antigua Grecia. Las mujeres también hicieron aportaciones a la protociencia de la alquimia en el siglo I y II d. C. En la Edad Media, los conventos cumplían una importante función para la educación femenina y algunas de estas instituciones les brindaron a las mujeres la oportunidad de participar en la investigación académica. Pero cuando, en el siglo XI, se fundaron las primeras universidades, las mujeres quedaron en su mayor parte excluidas de ellas. Fuera del mundo académico, fue la botánica la ciencia que más se benefició de las aportaciones femeninas al inicio de la Edad Moderna. En Italia parece haber reinado una actitud más abierta que en otros lugares hacia los estudios de medicina por parte de mujeres. La primera mujer de la que se sabe que obtuvo una cátedra en una disciplina científica fue Laura Bassi en la Italia del siglo XVIII.
Aunque los roles de género estaban muy definidos en el siglo XVIII, las mujeres avanzaron de forma visible en lo que respecta a la ciencia. Si bien hasta el siglo XIX se les siguió negando a muchas una educación científica formal, empezaron a ser admitidas en sociedades educativas de menor nivel. En el siglo XX se produjo un gran cambio; el número de mujeres que estudiaban en universidades aumentó sensiblemente, y comenzaron a ofrecerse trabajos remunerados a las que se quisiesen dedicar a la ciencia. Marie Curie, la primera mujer en ser galardonada con un Premio Nobel de Física en 1903, fue también la primera y hasta ahora única persona en obtener dos premios en dos disciplinas científicas, al recoger en 1911 el de química, en ambos casos por su trabajo sobre la radiactividad. 53 mujeres en total han recibido un Premio Nobel entre 1901 y 2019.

## Antigüedad

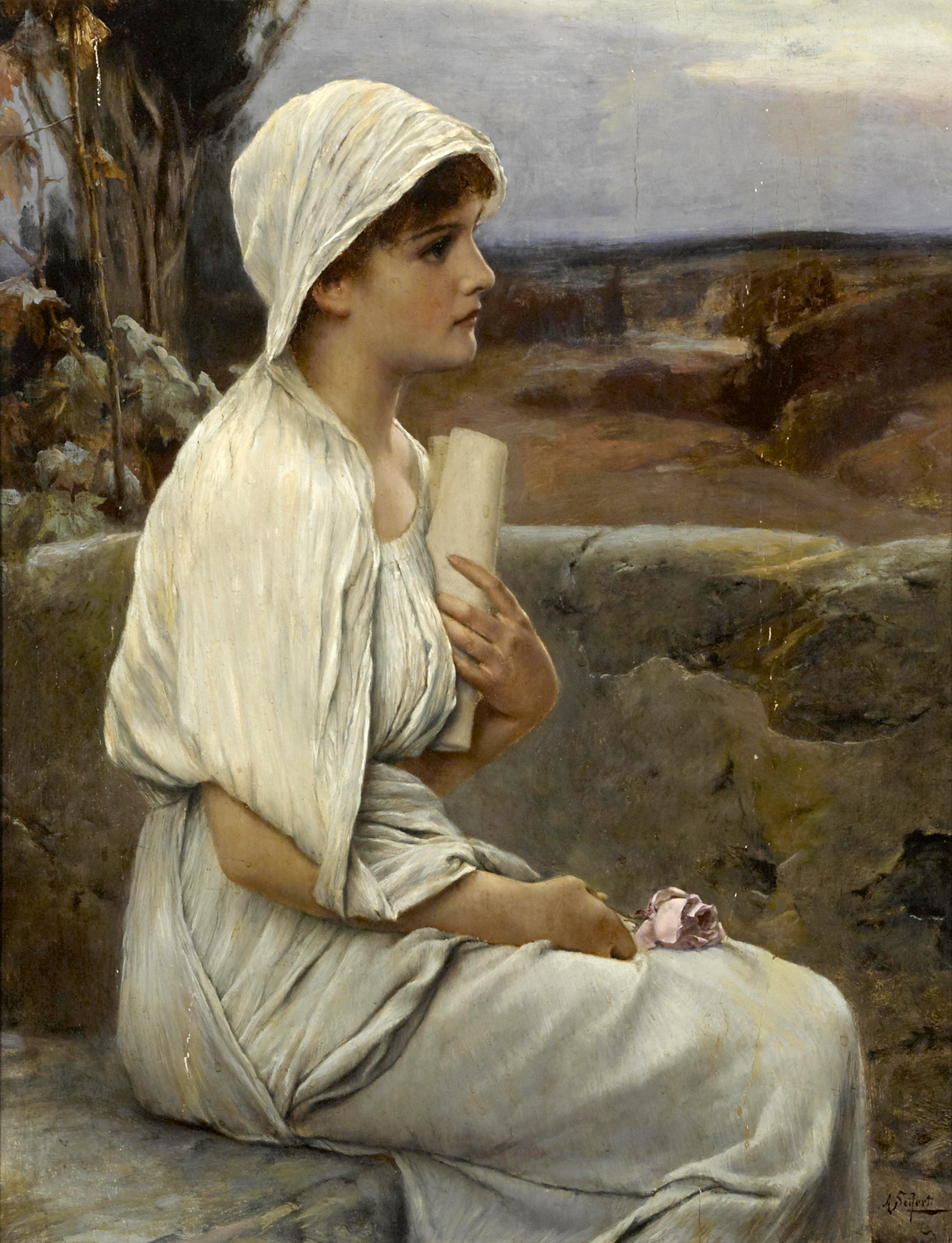
Retrato idealizado de Hipatia por Alfred Seifert (1901).

De la participación de las mujeres en el campo de la medicina se tiene conocimiento en varias civilizaciones tempranas. Agameda fue citada por Homero como curandera en la Antigua Grecia antes de la Guerra de Troya. Hagnódice fue la primera médica en trabajar como tal en el siglo IV a. C. en Atenas.
El estudio de la filosofía natural en la antigua Grecia estaba abierto a las mujeres. Ejemplos documentados incluyen a Aglaonice, quien predijo eclipses; y a Téano, una médica y matemática que fue pupila y esposa de Pitágoras, y miembro de la escuela fundada por el filósofo en Crotona, donde estudiaban muchas otras mujeres.
Se sabe de varias mujeres que contribuyeron a la alquimia (considerada protociencia) en Alejandría alrededor de los siglos I y II d. C. A la más conocida, María La Judía, se le atribuye la invención de varios instrumentos químicos, incluida la técnica del baño María y un tipo de alambique.
Ptolemaida de Cirene (principios del siglo I d. C. y III d. C.) fue una musicóloga neopitagórica que escribió sobre teoría musical en un tratado en forma de catecismo titulado Elementos de la música de Pitágoras. Porfirio la cita en pasajes de su comentario sobre los armónicos de Claudio Ptolomeo (In Ptolemaei Harmonica Commentarium). Su texto prefiere el enfoque de Aristóxeno al de los pitagóricos.

### Hipatia de Alejandría, (c. 370-415)
Fue una filósofa, astrónoma y matemática neoplatónica que dio clases en la Biblioteca de Alejandría, gozando de gran prestigio. Escribió comentarios sobre textos de geometría, álgebra y astronomía, entre ellos sobre la Aritmética de Diofanto, aunque ninguna de sus obras ha sobrevivido. Se le atribuyen varios inventos como el hidrómetro, un astrolabio y un instrumento para la destilación de agua. En realidad, ya existían antes de su nacimiento, pero sí se sabe que construyó estos aparatos. Tuvo una actitud tolerante hacia los cristianos y gran influencia en la élite política de Alejandría. Murió asesinada por una turba de fanáticos cristianos.

## Europa medieval

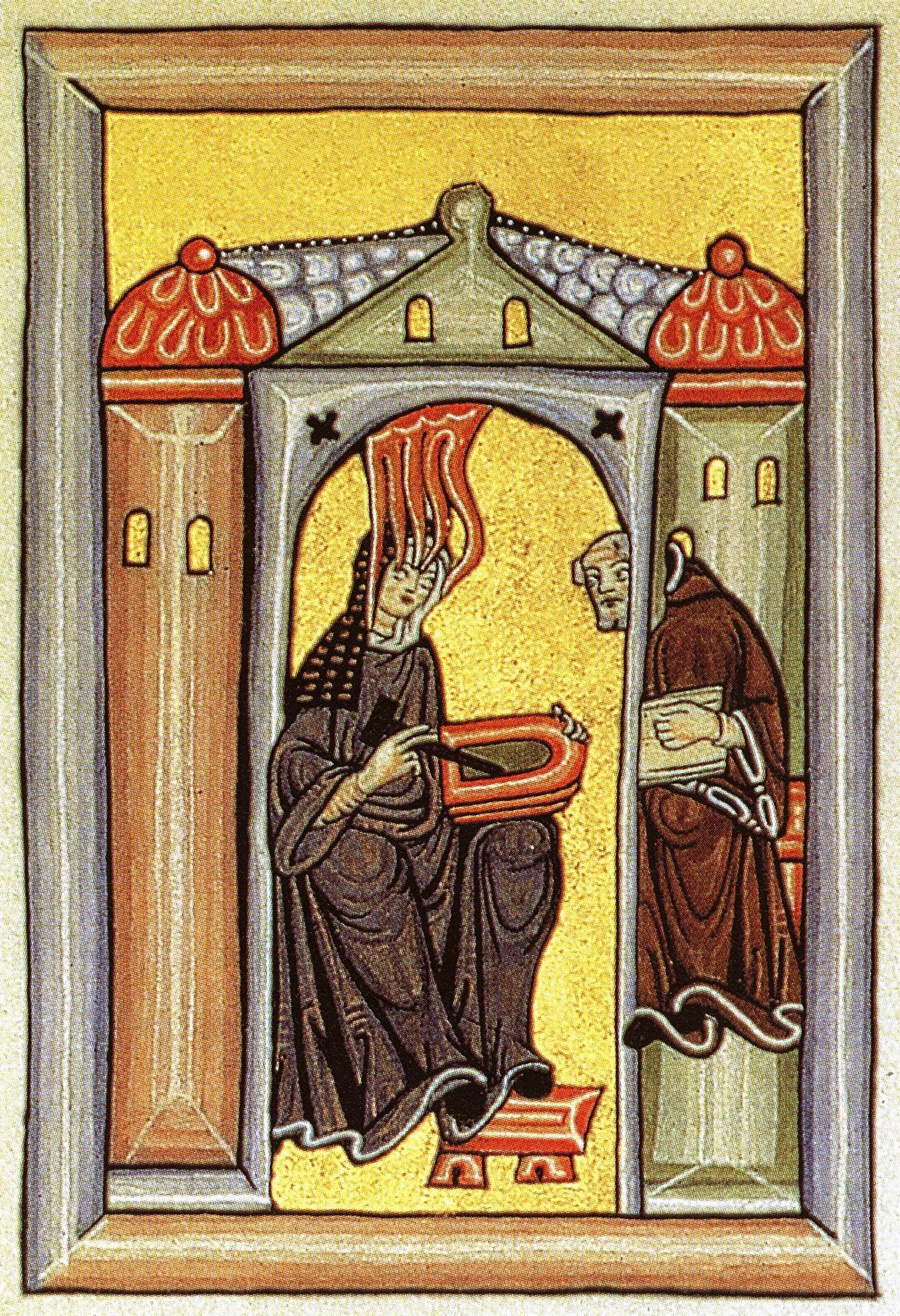
Hildegarda de Bingen.

En la Edad Media, la educación universitaria fue accesible para algunas mujeres, concretamente en Italia. Se cree que en el siglo XI, la médica italiana Trotula de Salerno, ocupó una cátedra en la Escuela Médica Salernitana, donde enseñó a muchas mujeres nobles italianas, un grupo referido en ocasiones como Mulieres Salernitanae o "las señoras de Salerno". Se le atribuyen textos importantes en medicina, sobre todo en obstetricia y ginecología. La Universidad de Bolonia permitió a las mujeres asistir a clase desde sus inicios en 1088, y Dorotea Bucca fue allí cátedrática en el siglo XV.

### Hildegarda de Bingen
Entre las mujeres que se dedicaron a la ciencia en conventos medievales destaca esta abadesa alemana de la Orden de San Benito, cuyos prolíficos escritos incluyen varias materias científicas, entre ellas la medicina, la botánica y la historia natural. También fue una famosa compositora de monofonía sacra; escribíó música y letra de setenta y ocho obras. El papa Benedicto XVI la nombró Doctora de la Iglesia en 2012.
Otro ejemplo es la canonesa Hroswitha de Gandersheim, quien se interesó por las ciencias del trívium y quadrivium y tradujo las principales obras científicas árabes, o incluso la monja Herrada de Landsberg, autora de la primera enciclopedia editada, escrita e ilustrada por una mujer, un intento de compilar toda la ciencia estudiada en su tiempo.
La italiana Alessandra Giliani (1307-1326), a pesar de su corta vida, fue la primera mujer en la historia de Occidente que figura en documentos históricos como practicante de la anatomía (lo que hoy se llamaría patología).

## Revolución científica (siglosXVIyXVII)

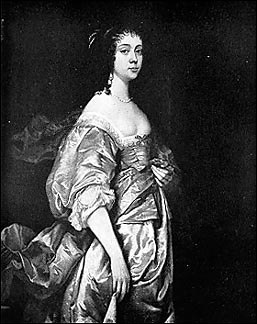
Margaret Cavendish.

A pesar del éxito de algunas mujeres, en la Edad Media los sesgos culturales eran notables y afectaron a la educación y la participación de las mujeres en la ciencia. Muchos de estos prejuicios tienen su origen en la filosofía cristiana. Santo Tomás de Aquino, refiriéndose a las mujeres, escribió en su obra más importante Suma Teológica: "este es el sometimiento con el que la mujer, por naturaleza, fue puesta bajo el marido; porque la misma naturaleza dio al hombre más discernimiento."
La Revolución científica de los siglos XVI y XVII vio una gran afluencia de mujeres al campo de la ciencia, aunque se las seguía excluyendo de las universidades. Así, las mujeres interesadas se vieron obligadas a obtener sus conocimientos de manera informal. Los hombres de la nobleza europea eran libres de desarrollar sus intereses en ciencia como pasatiempo, y las mujeres tenían la opción de participar en los trabajos científicos informales junto a sus padres y hermanos. Se alentaban las habilidades en pintura de las mujeres nobles, que a menudo les servían a ellos para detallar y precisar las ilustraciones científicas.
Marie-Anne Pierrette Paulze, conocida como Marie Lavoisier es considerada  la madre de la química moderna. Ella se menciona frecuentemente junto a su esposo el científico Antoine Lavoisier, con quien trabajó en colaboración, aunque son menos difundidos sus logros científicos en la química.
Margaret Cavendish, duquesa de Newcastle, tomó parte en algunos de los debates científicos más importantes del momento, el siglo XVII. Escribió numerosos trabajos sobre materias científicas, entre ellos  Observations upon Experimental Philosophy y Grounds of Natural Philosophy. En estas obras fue especialmente crítica con la idea, cada vez más extendida, de que los humanos, gracias a la ciencia, son los amos de la naturaleza. Como aristócrata, la Duquesa de Newcastle es un valioso ejemplo para las mujeres científicas en Francia e Inglaterra.
Las mujeres que querían trabajar en ciencia y vivían en Alemania llegaron con distintos bagajes. Allí, la tradición de la participación femenina en el oficio de la producción permitía a algunas mujeres adentrarse en la ciencia observacional, especialmente en astronomía. Entre 1650 y 1710, las mujeres representaban, en Alemania, el 14 % del total de astrónomos.
La mujer astrónoma más conocida de esa época es María Winkelmann. Fue educada por su padre y su tío y adquirió conocimientos en astronomía de un astrónomo autodidacta cercano. Su oportunidad de ser profesional en astronomía llegó cuando se casó con Gottfried Kirch, el astrónomo más conocido en Prusia. Se convirtió en su ayudante en el observatorio astronómico que operaba en Berlín para la Academia de las Ciencias. Realizó algunas contribuciones originales, entre ellas el descubrimiento de un cometa. Cuando su marido murió, Winkelmann solicitó un cargo de astrónomo asistente en la Academia de Berlín, para el cual estaba altamente cualificada. Por ser mujer –sin estudios universitarios, por tanto– se le denegó la solicitud. Los miembros de la Academia de Berlín temían que contratar a una mujer diera mal ejemplo. Los problemas de Winkelmann con la academia de Berlín reflejan los obstáculos que las mujeres afrontaban para ser aceptadas en la práctica científica, considerada territorio masculino. A ninguna mujer se la invitó ni a la Royal Society de Inglaterra ni a la Academia de las Ciencias francesa hasta el siglo XX. Durante el siglo XVII una vida dedicada a la producción de conocimiento se consideraba incompatible con las labores domésticas que se le atribuían como propias.
En general, la Revolución Científica hizo poco por cambiar las ideas existentes sobre la naturaleza de la mujer. Algunos científicos usaron la nueva ciencia para extender la idea de que la mujer era por naturaleza inferior al hombre, estaba subordinada a él y le correspondía un rol doméstico como madre cuidadora.

## SigloXVIII

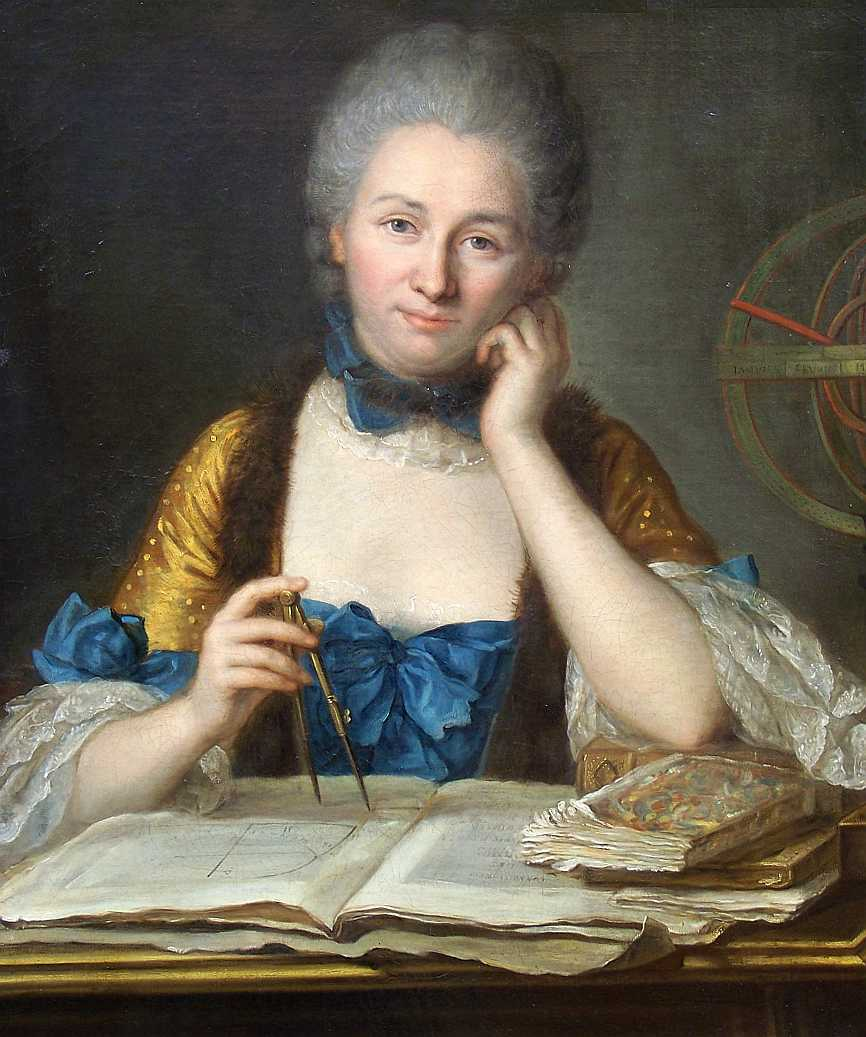
Émilie du Châtelet.

La Ilustración vio la expansión del rol de las mujeres en la ciencia. El surgimiento de la cultura del salón literario en Francia durante este tiempo, llevó a los filósofos y sus conversaciones sobre temas de política, sociedad y ciencia contemporánea, a las casas de los pudientes y poderosos. Estos salones eran mayoritariamente dirigidos por mujeres, ya que la casa era tradicionalmente espacio de la mujer, y muchas damas reconocidas emergieron como figuras destacadas tanto por sus dotes de anfitrionas, reuniendo a los ilustrados intelectuales del momento, como por sus propias contribuciones intelectuales a la conversación.
Émilie du Châtelet, por ejemplo, tradujo la obra de Newton, Philosophiae Naturalis Principia Mathematica, al francés y dedujo la conservación de la energía.
Las mujeres pudieron también llevar a cabo algunos estudios científicos como pasatiempo. Por ejemplo, la botánica fue popular como interés de las mujeres durante el siglo XVIII; a pesar de que las mujeres no eran consideradas como suficientemente inteligentes para contribuir en los discursos formales sobre clasificación, pudieron, dado el sistema taxonómico, identificar y dibujar plantas y flores para su divertimento en el hogar. El dibujo fue también una importante habilidad que las mujeres cultivaron sobremanera en sus casas y que a menudo fue puesto al servicio de la ciencia, especialmente para el dibujo de las nuevas especies de plantas al regreso de viajes de exploración en el exterior. Maria Sibylla Merian incluso fue botánica en un barco que realizó expediciones al Nuevo Mundo, dibujando y catalogando nuevas especies de flores. Sin embargo, el sistema de Carlos Linneo para la clasificación de las plantas, basado en las características sexuales de estas, derivó la atención hacia el libertinaje botánico, y hacia finales del siglo XVIII las mujeres dejaron de ser motivadas para el estudio de la reproducción de las plantas por miedo a que pudieran llevarse una educación moral equivocada de la naturaleza como ejemplo.
En el campo de las matemáticas cabría destacar a María Gaetana Agnesi, la cual tuvo algunos tutores ilustres, como los jesuitas y matemáticos Giovanni Saccheri y Vincenzo Riccati, así como el monje Ramiro Rampinelli, profesor en las universidades de Roma y Bolonia. Fue precisamente Rampinelli quien la animó a escribir un libro sobre cálculo diferencial y quien la puso en contacto con Vincenzo Ricatti. Se sabe que el propio Ricatti se prestó a leer la versión final del libro y a aportar material propio para el mismo. Ella estaba tan entusiasmada con la idea que pensó que este trabajo podría ser utilizado como libro de texto por sus hermanos pequeños. Sin embargo, el estudio resultante se convirtió en mucho más. Instituzioni analitiche ad uso della gioventù italiana fue publicado en Milán en 1748 y editado y sufragado por la propia autora.
La autora Lady Mary Wortley Montagu a su vuelta a Inglaterra del Imperio otomano en 1717, trajo consigo la práctica de la inoculación como profilaxis contra la enfermedad de la viruela. Escribió sobre ello con detalle en su famosa correspondencia.
Debido a que muchos de los experimentos y conversaciones tenían lugar en casa, las mujeres acomodadas pudieron disfrutar de un espacio en el que asistir a sus maridos u otros miembros de la familia interesados en la ciencia. Entre las mejor conocidas de estas esposas se encuentra Marie-Anne Pierrette Paulze, casada a los 14 años con Antoine Lavoisier y que devino su asistente en el laboratorio de su casa. Marie-Anne Pierrette Paulze hablaba inglés y tradujo no sólo la correspondencia de su marido con los químicos ingleses de la época, sino también íntegramente el "Essay on Phlogiston" de Richard Kirwan, conocida en español como la Teoría del flogisto. El texto de Kirwan se trataba de un texto clave en la controversia que existía entre los químicos ingleses, como Joseph Priestley, sobre la naturaleza del calor en las reacciones químicas. Marie-Anne Pierrette Paulze también recibió clases de dibujo de Jacques-Louis David, y personalmente grabó las catorce ilustraciones para el revolucionario trabajo de su marido, Tratado elemental de química (1789). Marie-Anne Pierrette Paulze mantenía un pequeño pero activo salón y correspondencia con los científicos y naturalistas franceses de la época, muchos de los cuales quedaron impresionados por su inteligencia. Su interés en la naturaleza del calor continuó tras la muerte de su marido, que fue guillotinado en 1794. Ella se casó de nuevo con Benjamin Thompson en 1804 y se convirtió en la condesa de Rumford, pero la intolerancia de Thompson por sus "fiestas de salón" y su rechazo por incluirla en su vida de experimentador, les llevó al divorcio cuatro años después.
Otro famoso ejemplo es la astrónoma Caroline Herschel, quien nació en Hanover pero se trasladó a Inglaterra, donde trabajó como asistente de su hermano, William Herschel. Recibió un pequeño sueldo de la Corona por su trabajo, un ejemplo temprano de una mujer siendo pagada como científica. Descubrió ocho cometas entre 1786 y 1797, y presentó el trabajo Index to Flamsteed's Observations of the Fixed Stars (que incluía más de quinientas estrellas desconocidas hasta entonces) a la Royal Society en 1798, convirtiéndose en la primera mujer en presentar ahí un trabajo. En 1835, ella y Mary Fairfax Somerville fueron las dos primeras mujeres elegidas como miembros por la Royal Astronomical Society.
En la segunda mitad del siglo XVIII destacó Laura Bassi; nacida en Bolonia el 31 de octubre de 1711, Laura Maria Caterina Bassi pertenecía a una familia adinerada. Su padre, el abogado Giuseppe Bassi, le facilitó una educación privilegiada. Entre los 13 y los 20 años, Laura Bassi estuvo bajo la tutela de Gaetano Tacconi, físico y profesor de la Universidad de Bolonia, formándose en filosofía y metafísica. Tacconi reconoció su talento innato y decidió promocionarla en los círculos académicos de Bolonia. A la edad de 20 años, Laura Bassi obtuvo el puesto de profesora en la Universidad de Bolonia, la más antigua de Europa. Esto supuso un hito ya que fue la primera mujer en impartir clases de manera oficial en una universidad europea. Su doctorado, el segundo obtenido por una mujer en el continente, le fue concedido en una fastuosa ceremonia pública en la cual Laura iba ataviada con una capa de armiño, una corona de plata y joyas engastadas y un anillo, honores que hasta el momento estaban reservados a los hombres. A pesar de esta veneración pública y de su nombramiento para una cátedra de filosofía dos años después, Laura tuvo pocas ocasiones de ejercer su actividad docente en este periodo de su carrera. Se consideraba que era indecoroso que enseñara en una clase llena de hombres, aunque fueran sus alumnos. Solo se le permitiría ejercer como profesora universitaria bajo mandato del Senado de Bolonia o dar conferencias en eventos solemnes o públicos, donde las mujeres eran invitadas.

## SigloXIXtemprano
La ciencia siguió siendo una profesión amateur durante la primera parte del siglo XIX. Las contribuciones de mujeres seguían limitadas por su exclusión de la mayoría de ámbitos de educación científica, pero empezaron a ser reconocidas debido a su admisión en las sociedades doctas durante este periodo.
La científica escocesa Mary Fairfax Somerville llevó a cabo experimentos en magnetismo, presentando un artículo titulado "The Magnetic Properties of the Violet Rays of the Solar Spectrum" a la Royal Society en 1826, siendo la segunda mujer en hacerlo. También fue autora de numerosos textos matemáticos, astronómicos, físicos y geográficos, y fue una ferviente defensora del derecho de la mujer a la educación. En 1835, junto a Caroline Herschel, fueron las dos primeras mujeres en ser elegidas por la Royal Astronomical Society.
La matemática inglesa Ada Lovelace (también conocida como Ada Byron) mantuvo correspondencia con Charles Babbage sobre aplicaciones para su máquina analítica. Es considerada como la primera programadora, ya que escribió la manipulación de los símbolos, de acuerdo a las normas para la máquina de Charles Babbage aun antes de ser construida. En las notas que ella añadió (1842-3) a su traducción del artículo sobre la máquina de Luigi Menabrea previó amplias aplicaciones para su uso como computadora de uso general, incluyendo la composición de música.
En Alemania, el Instituto de Diaconisas de Kaiserswerth fue establecido en 1836 para la instrucción de las mujeres en enfermería, y Florence Nightingale también estudió allí en 1851.
La primera mujer en obtener un título de grado fue Catherine Brewer Benson en 1840.
En los Estados Unidos, Maria Mitchell se dio a conocer por el descubrimiento de un cometa en 1847, pero también trabajó para la Oficina de elaboración de Almanaque Naval de EE. UU. calculando tablas para las posiciones de las posiciones astronómicas de Venus. Fue la primera mujer miembro de la Academia Estadounidense de las Artes y las Ciencias en 1848 y de la American Association for the Advancement of Science en 1850.
Otras mujeres científicas notables durante este periodo incluyen a:
- en Gran Bretaña, Mary Anning (paleontóloga), Anna Atkins (botánica), Janet Taylor (astrónoma);
- en Francia, Marie-Sophie Germain (matemática), Jeanne Villepreux-Power (bióloga marina).

## SigloXIXtardío

### Europa
La última parte del siglo XIX vio un crecimiento en las oportunidades de educación para las mujeres. El interés de proveer a las niñas de una educación similar a la de los niños se instituyó en el Reino Unido, incluyendo las escuelas del North London Collegiate School (1850), el Cheltenham Ladies' College (1853) y el Girls' Public Day School Trust (desde 1872). La primera universidad británica para mujeres, el Girton College, Cambridge, fue fundado en 1869 y pronto fue seguido por otros: el Newnham College (1871) y el Somerville College, Oxford (1879).
La Guerra de Crimea (1854-6) contribuyó a instaurar la Enfermería como profesión, haciendo de Florence Nightingale un nombre reconocido. Una suscripción pública permitió a Nightingale establecer una escuela de Enfermería en Londres en 1860, y otras escuelas siguiendo sus principios fueron establecidas a lo largo del Reino Unido. Nightingale fue también pionera en temas de salud pública y estadística.
Elizabeth Garrett Anderson se convirtió en la primera mujer inglesa en obtener un título médico en 1865. Junto a Sophia Jex-Blake, a la estadounidense Elizabeth Blackwell y otras mujeres, Garrett Anderson fundó la primera escuela médica inglesa para instruir a mujeres, la London School of Medicine for Women, en 1874. Por su parte, la colombiana Ana Galvis Hotz fue la primera mujer latinoamericana en obtener un título médico en 1877 en la Universidad de Berna en Suiza.
Annie Scott Dill Maunder fue una pionera en la fotografía astronómica, sobre todo de las manchas solares. Graduada en matemáticas por el Girton College, Cambridge, fue contratada en 1890 como asistente de Edward Maunder, descubridor del Mínimo de Maunder y trabajador en el Real Observatorio de Greenwich. Trabajaron juntos en la observación de manchas solares y la mejora de las técnicas de la fotografía solar. Se casaron en 1895. Las habilidades de Annie para las matemáticas hizo posible el análisis de los datos que Maunder había coleccionado durante los años de trabajo en Greenwich. Ella también diseñó una pequeña y portátil cámara con objetivo gran angular con lentes 1,5 pulgadas de diámetro. En 1898, el matrimonio viajó a la India, donde Annie tomó las primeras fotografías de la corona del sol durante un eclipse solar. Gracias al análisis de los archivos de Cambridge de manchas solares y tormentas magnéticas, pudieron mostrar que regiones específicas de la superficie del sol eran la fuente de tormentas magnéticas y que el sol no irradiaba su energía de manera uniforme en el espacio, como Lord Kelvin había declarado
Otras mujeres científicas notables de este periodo incluyen a:
- En Gran Bretaña, Hertha Marks Ayrton (matemática e ingeniera), Margaret Huggins (astrónoma)
- En Francia, Dorothea Klumpke-Roberts (astrónoma nacida en Estados Unidos)
- En Alemania, Amalie Dietrich (naturalista), Agnes Pockels (física)
- En Rusia, Sofia Kovalévskaya (matemática)
- En Alemania, Elsa Neumann fue la primera mujer del mundo en recibir un título de doctorado

### Estados Unidos
A finales del siglo XIX el surgimiento de los colegios femeninos trajo consigo oportunidades de trabajo para las mujeres científicas y oportunidades para su educación. Los colegios de mujeres dieron lugar a un desproporcionado número de mujeres que realizaron un doctorado en ciencias. Muchos colegios y universidades empezaron también a admitir mujeres durante este periodo; en 1875 las instituciones que admitían mujeres eran algo más de 3000, mientras que en 1900 se contaban un mínimo de 20 000.
Un ejemplo es Elizabeth Blackwell, quien fue la primera mujer en obtener un doctorado en Estados Unidos al doctorarse en el Geneva Medical College (Geneva, Nueva York) en 1849. Junto a su hermana Emily Blackwell y Marie Zakrzewska, Blackwell fundaría una escuela de Enfermería para mujeres en Nueva York en 1857, así como el primer colegio médico para mujeres en 1868, aportando tanto prácticas como experiencia clínica para las mujeres médicas. También publicó numerosos libros de educación médica para mujeres.

## De 1900 a la Segunda Guerra Mundial

### Europa

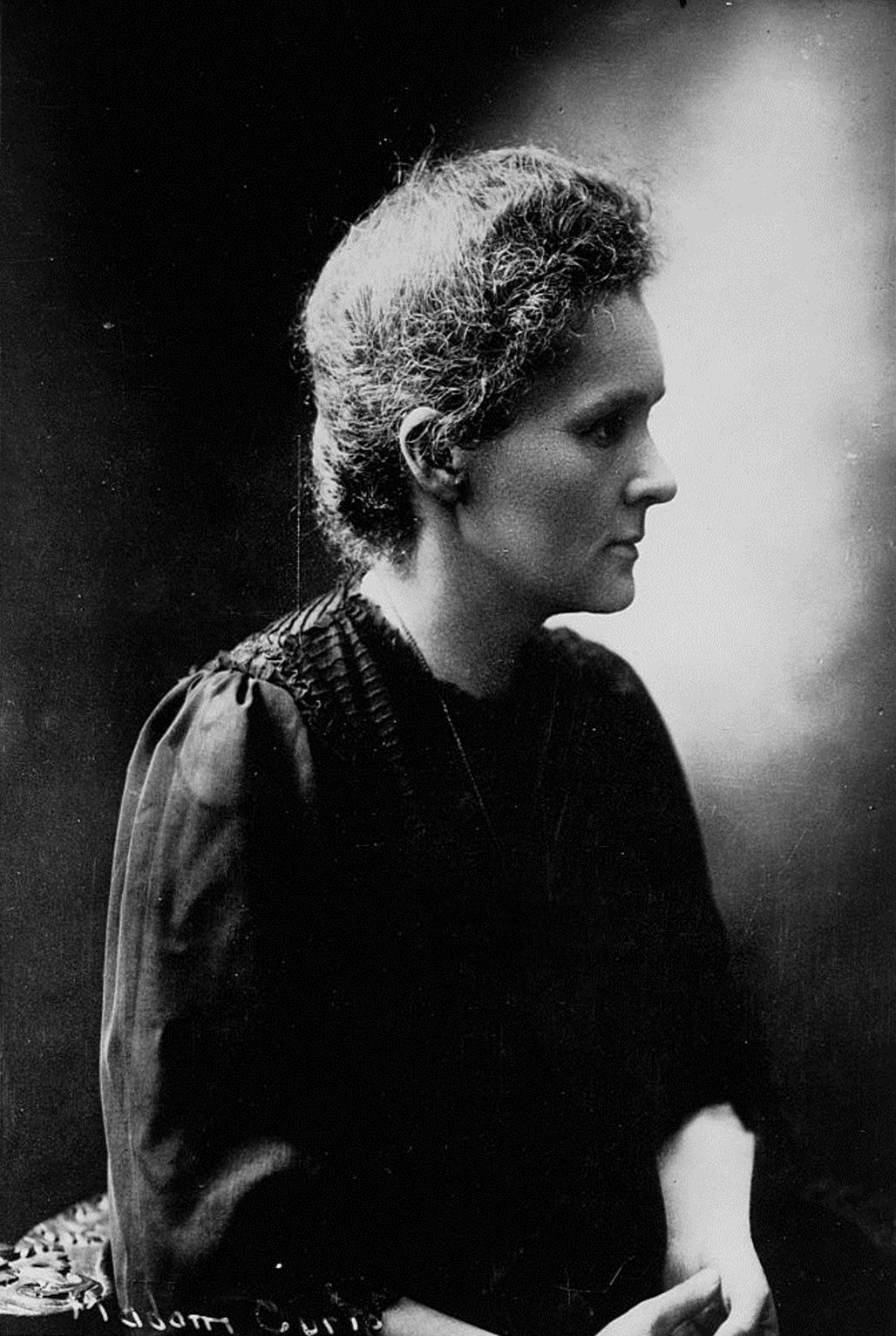
Marie Curie, la única persona que ha ganado dos premios Nobel en dos disciplinas científicas (física y química)

Marie Curie, la primera mujer en ganar un Premio Nobel en 1903 (en Física), también ganó un segundo Nobel en 1911 (en Química), ambos por su trabajo en la radiactividad.
Lise Meitner trabajó junto a Otto Hahn, con quien descubrió el protactinio (elemento químico de la tabla periódica) en 1918.
El Programa de Erlangen trató de identificar invariantes bajo un grupo de transformaciones. El 16 de julio de 1918, Felix Klein presenta un artículo ante una organización científica en Gotinga originalmente escrito por Emmy Noether, quien no estaba autorizada a presentar ella misma su artículo ante la organización. Concretamente, de acuerdo a lo que en física se conoce como el Teorema de Noether, el artículo identificaba las condiciones bajo las cuales el Grupo de Poincaré define leyes de conservación para relatividad general. El artículo de Noether fue clave para precisar las leyes de conservación.
Inge Lehmann, sismóloga danesa, fue la primera persona en sugerir que el Núcleo de la Tierra debía ser sólido en 1936.
Mujeres como Margaret Fountaine continuaron contribuyendo en observaciones e ilustraciones en el campo de la botánica, así como en otros campos relacionados.
Dolores Aleu Riera, fue la primera mujer licenciada en Medicina de España y la segunda en alcanzar el título de doctora.

### Estados Unidos
Gran número de mujeres se introdujeron en la ciencia desde 1900 ayudadas por los colegios femeninos y las oportunidades brindadas por algunas de las nuevas universidades.
Siguieron encontrando oportunidades en botánica y embriología. En psicología, las mujeres obtuvieron doctorados, pero eran alentadas a especializarse en psicología infantil y de la educación, y a tomar trabajos en áreas del cuidado, como trabajos en hospitales y en asistencia social.
La Segunda Guerra Mundial trajo algunas nuevas oportunidades. La Office of Scientific Research and Development, bajo la dirección de Vannevar Bush, se inicia en 1941 con el objetivo de llevar un registro de los hombres y mujeres diplomados en ciencia. Muchas mujeres trabajaron en el Proyecto Manhattan o en proyectos científicos para los servicios militares estadounidenses. Algunas mujeres que trabajaron en el proyecto Manhattan fueron Leona Woods Marshall, Katharine Way y Chien-Shiung Wu.
Mujeres de otras disciplinas buscaron maneras de aplicar su experiencia en el esfuerzo de la guerra. Tres nutricionistas, Lydia J. Roberts, Hazel Stiebeling y Helen S. Mitchell desarrollaron el Consumo de Referencia Alimenticio en 1941 para ayudar a grupos de militares y civiles a crear planes de alimentación. Se probó su necesidad cuando la comida empezó a necesitar ser racionada.
Rachel Carson trabajó para el Servicio de Pesca y Vida Silvestre de los Estados Unidos. En 1962 escribió el libro Primavera Silenciosa que advertía de los efectos perjudiciales de los pesticidas en el medio ambiente y culpaba a la industria química de la creciente contaminación. El libro tuvo una enorme influencia, proporcionando unidad y fuerza a lo que hasta entonces era una conciencia incipiente y dispersa, ayudando a que se cristalizara el movimiento ecologista.
En la Marina de los Estados Unidos, mujeres científicas llevaron a cabo multitud de investigaciones. Mary Sears, estudiosa del plancton investigó técnicas oceanográficas militares como cabeza de la Oficina Hidrográfica de la Unidad de Oceanografía. Florence van Straten, química, estudió los efectos del clima durante el combate militar. Grace Hopper, matemática, fue pionera en el mundo de la informática. Fue la primera programadora que utilizó el Mark I y entre las décadas de los 50 y 60, propició la aplicación de los compiladores para el desarrollo de los lenguajes de programación y métodos de validación.
En 1925, Cecilia Payne-Gaposchkin fue la primera persona en lograr un Doctorado en el área de astronomía en la Universidad de Harvard con una tesis que establecía que las estrellas se componían básicamente de hidrógeno y helio, una de las teorías fundamentales en la astrofísica de las estrellas.

## Desde la Segunda Guerra Mundial a la actualidad

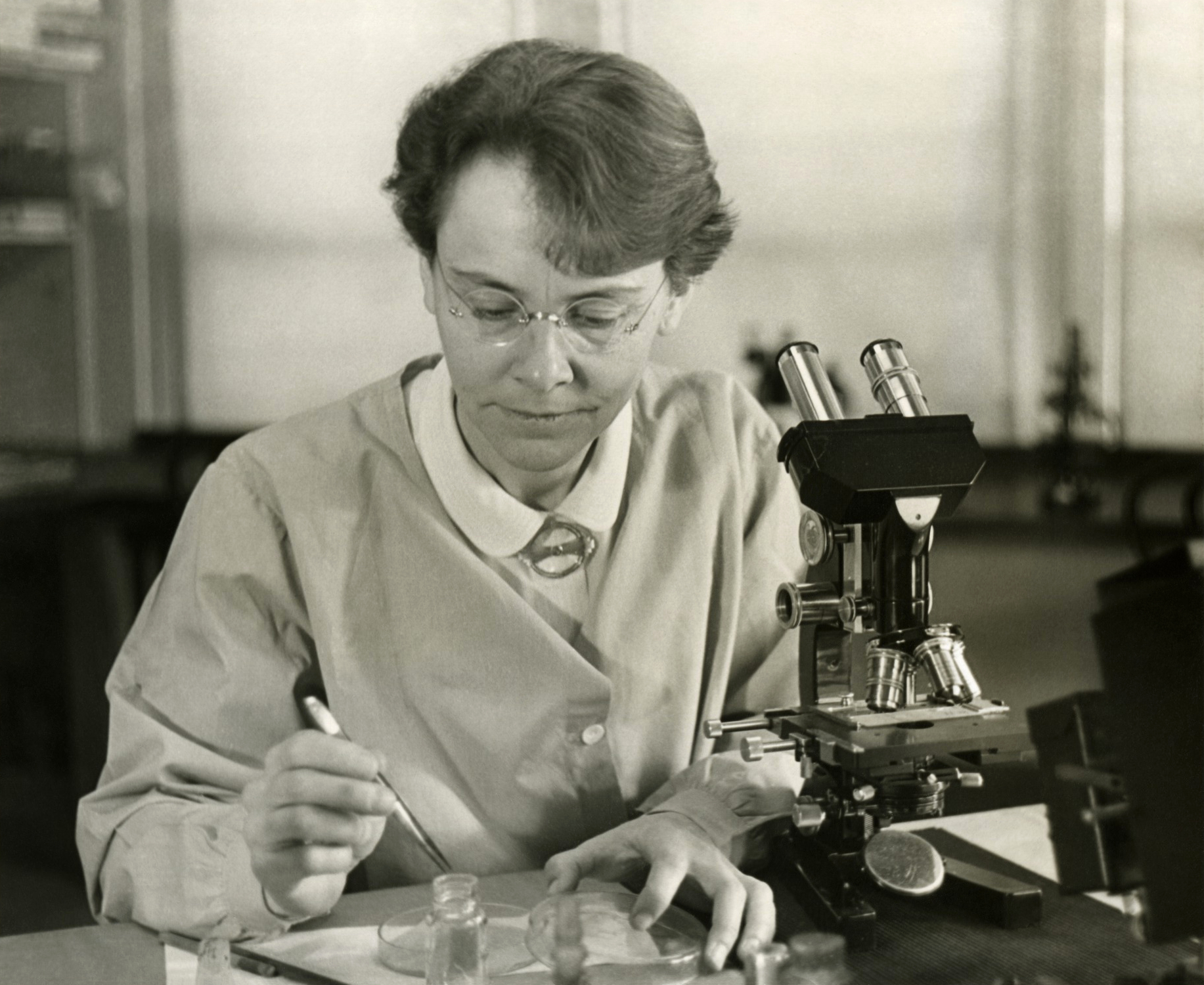
Barbara McClintock (1902-1992), del Departamento de Genética de la Carnegie Institution en Cold Spring Harbor, Nueva York, en su laboratorio.

Nina Byers se percata de que antes de 1976, las contribuciones fundamentales de mujeres a la física eran raramente reconocidas. Las mujeres trabajaban sin remuneración u ocupando puestos de trabajo que no reconocían su nivel de conocimientos.
Irène Joliot-Curie destaca en química al sintetizar elementos radiactivos y gana al igual que su madre Marie el premio nobel de química

### Europa
Rosalind Franklin era experta en cristalografía y contribuyó a detallar las estructuras precisas del carbón, el grafito, el ADN y los virus. En 1953 el trabajo que realizó con el ADN el cual fue tomado sin su autorización por un colega de laboratorio el cual le mostró sus notas de investigación lo que le permitió a Watson y Crick a concebir su modelo de estructura de ADN, sin darle ningún crédito ni autorización a la autora intelectual Rosalind. La cual no pudo compartir el Premio Nobel con Crick, Watson y Wilkins no debido a su muerte prematura, si no a que ellos al tomar la información de manera ilícita y sin su consentimiento no la incluyeron en su publicación ni en el debido crédito que esta merecía.
En julio de 1967, Jocelyn Bell Burnell descubrió la primera radio púlsar por la que en 1974 fue concedido el Premio Nobel en Física a su supervisor, Anthony Hewish.

### Estados Unidos
Los estudios de Barbara McClintock sobre la genética del maíz demostraron el fenómeno de la transposición genética durante los años cuarenta y cincuenta. En 1983, le fue adjudicado el Premio Nobel en Fisiología o Medicina como resultado de estos trabajos.
Sulamith Goldhaber y su marido Gerson Goldhaber formaron un equipo de investigación sobre el Kaón o mesón K y otras partículas físicas en los cincuenta.
El equipo de Deborah S. Jin en el Joint Institute for Laboratory Astrophysics, en Boulder (Colorado), produjo en 2003 el primer condensado fermiónico, un nuevo estado de agregación de la materia.
Linda B. Buck es una neurobióloga que en 2004 fue galardonada con el Premio Nobel en Fisiología o Medicina junto a Richard Axel por su trabajo común en receptores olfativos.

## Indicadores globales
De acuerdo a la UNESCO, apenas el 33.3 % de las personas investigadoras a nivel mundial son mujeres conforme a datos colectados entre 2015 y 2018. Entre los escasos países que logran la paridad en este indicador o la superan se encuentran: Venezuela (61 %), Trinidad y Tobago (56 %), Argentina (54 %), Macedonia del Norte (53 %), Kazajistán (53 %), Serbia (51 %), Montenegro (50 %), Cuba (49 %), Paraguay (49 %) y Uruguay (49 %).
Dentro del mismo periodo, apenas un 22 % de las personas que trabajan en el ámbito de la inteligencia artificial son mujeres. Igualmente, existe una desproporción en la cantidad de mujeres graduadas de un doctorado de ingeniería (28 %) o informática (40 %).
Asimismo, para 2022, solo el 35 % de las personas matriculadas en alguna carrera de ciencia, tecnología, ingeniería y matemáticas eran mujeres.
De acuerdo a la Organización Mundial de la Propiedad Intelectual (OMPI), en 2021, apenas un 16.5 % de las patentes presentadas a nivel mundial en virtud del Tratado de Cooperación en materia de Patentes (PCT), son realizadas por mujeres y el 33.3 % señalan al menos una mujer como inventora. La OMPI calcula que la paridad de género en número de personas inventores no se alcanzará sino de manera diferida: en Norteamérica hacia 2055, en Asia hasta 2056 y en América Latina hasta el 2068.

## Tendencias regionales

Proporción de investigadoras por país, 2013 o año más cercano. Fuente: Informe sobre la ciencia de la UNESCO: hacia 2030, datos del Instituto de Estadística de la UNESCO.

Según el último informe global sobre ciencia de la UNESCO, la inserción femenina presenta amplias disparidades de una región a otra. En el sudeste de Europa, por ejemplo, las investigadoras han obtenido la paridad y, con un 44 %, están a punto de hacerlo en Asia Central, América Latina y el Caribe. En la Unión Europea, por otro lado, solo uno de cada tres investigadores (33 %) es mujer, en comparación con el 37 % en el mundo árabe. Las mujeres también están mejor representadas en el África subsahariana (30 %) que en el sur de Asia (17 %).
También hay grandes disparidades intrarregionales. Las mujeres representan el 52 % de los investigadores en Filipinas y Tailandia, por ejemplo, y están cerca de la paridad en Malasia y Vietnam, sin embargo, solo uno de cada tres investigadores es mujer en Indonesia y Singapur. En Japón y la República de Corea, dos países caracterizados por altas densidades de investigadores y sofisticación tecnológica, tan solo el 15 % y el 18 % de los investigadores son mujeres respectivamente. Estos son los índices más bajos entre los miembros de la Organización para la Cooperación y el Desarrollo Económicos. La República de Corea también tiene la mayor brecha entre los miembros de la OCDE en cuanto a la remuneración entre hombres y mujeres investigadores (39 %). También hay una enorme brecha en Japón (29 %).

### América Latina y el Caribe
América Latina tiene algunas de las tasas más altas de mujeres en el mundo que estudian campos científicos. También comparte con el Caribe una de las proporciones más altas de investigadoras: 44%. De los 12 países que reportaron datos para los años 2010-2013, siete lograron paridad de género, o incluso dominaron la investigación: Bolivia (63 %), Venezuela (56 %), Argentina (53 %), Paraguay (52 %), Uruguay ( 49 %), Brasil (48 %), Guatemala (45 %) y Costa Rica (43 %). Chile tiene la puntuación más baja entre los países para los que hay datos recientes (31 %). El Caribe pinta un cuadro similar, con Cuba que ha alcanzado la paridad de género (47 %) y Trinidad y Tobago con el 44 %. Los datos sobre la participación de las mujeres en la investigación industrial para aquellos países con sistemas nacionales de innovación más desarrollados (con excepción de Brasil y Cuba), muestran sin embargo una participación menor: Uruguay (47 %), Argentina (29 %), Colombia y Chile (26 %).
Como en otras regiones, la gran mayoría de los graduados en salud son mujeres (60–85 %). Las mujeres también están fuertemente representadas en la ciencia. Más del 40 % de los graduados en ciencias son mujeres en Argentina, Colombia, Ecuador, El Salvador, México, Panamá y Uruguay. El Caribe presenta una imagen similar, ya que las mujeres graduadas en ciencias están a la par con los hombres o dominan este campo en Barbados, Cuba, República Dominicana y Trinidad y Tobago.
En ingeniería, las mujeres representan más del 30 % de la población graduada en siete países latinoamericanos (Argentina, Colombia, Costa Rica, Honduras, Panamá y Uruguay) y un país del Caribe, República Dominicana. Ha habido una disminución en el número de mujeres graduadas en ingeniería en Argentina, Chile y Honduras.
La participación de las mujeres en la ciencia sin embargo ha disminuido constantemente desde el cambio de siglo. Esta tendencia se ha observado en todos los sectores de las economías más grandes: Argentina, Brasil, Chile y Colombia. México es una excepción notable, habiendo registrado un ligero aumento. Parte de la disminución puede atribuirse a las mujeres que se transfieren a las ciencias agrícolas en estos países. Otra tendencia negativa es la caída de las doctoradas y de la fuerza laboral. De los países que reportan datos, la mayoría señala una caída significativa de 10-20 puntos porcentuales en la transición de maestrías a doctorados.
En el inicio del siglo XXI varias mujeres se han destacado en las neurociencias, neurocientíficas como Gladys Maestre, Sandra Jurado Sánchez, Vicki Anderson, Paula Isabel da Silva Moreira, Amparo Acker-Palmer,Angélique Arvanitaki, Linda Buck, Hanna Damásio, Brigitte Kieffer, Muriel Deutsch Lezak o Julia Guiomar Niso Galán han destacado por sus recientes investigaciones.
A nivel mundial, se evidencia que las mujeres que optan por profesiones y trabajan en carreras de Ciencia, Tecnología, Ingeniería y Matemáticas (que se denominan STEM) es todavía muy inferior a los hombres, de acuerdo, al informe de la UNESCO del 2015 sobre la ciencia a nivel mundial sólo el 28 % de los investigadores en el mundo son mujeres y en el caso colombiano a partir de la última convocatoria de categorización de investigadores de Colciencias el 37 % son mujeres. Estos resultados muestran que las investigadoras por lo general tienen menos posibilidades de acceder a fondos, redes y cargos directivos que las colocan en desventaja para la generación de nuevo conocimiento y la producción científica de alto impacto.